# Philipp von Ostau

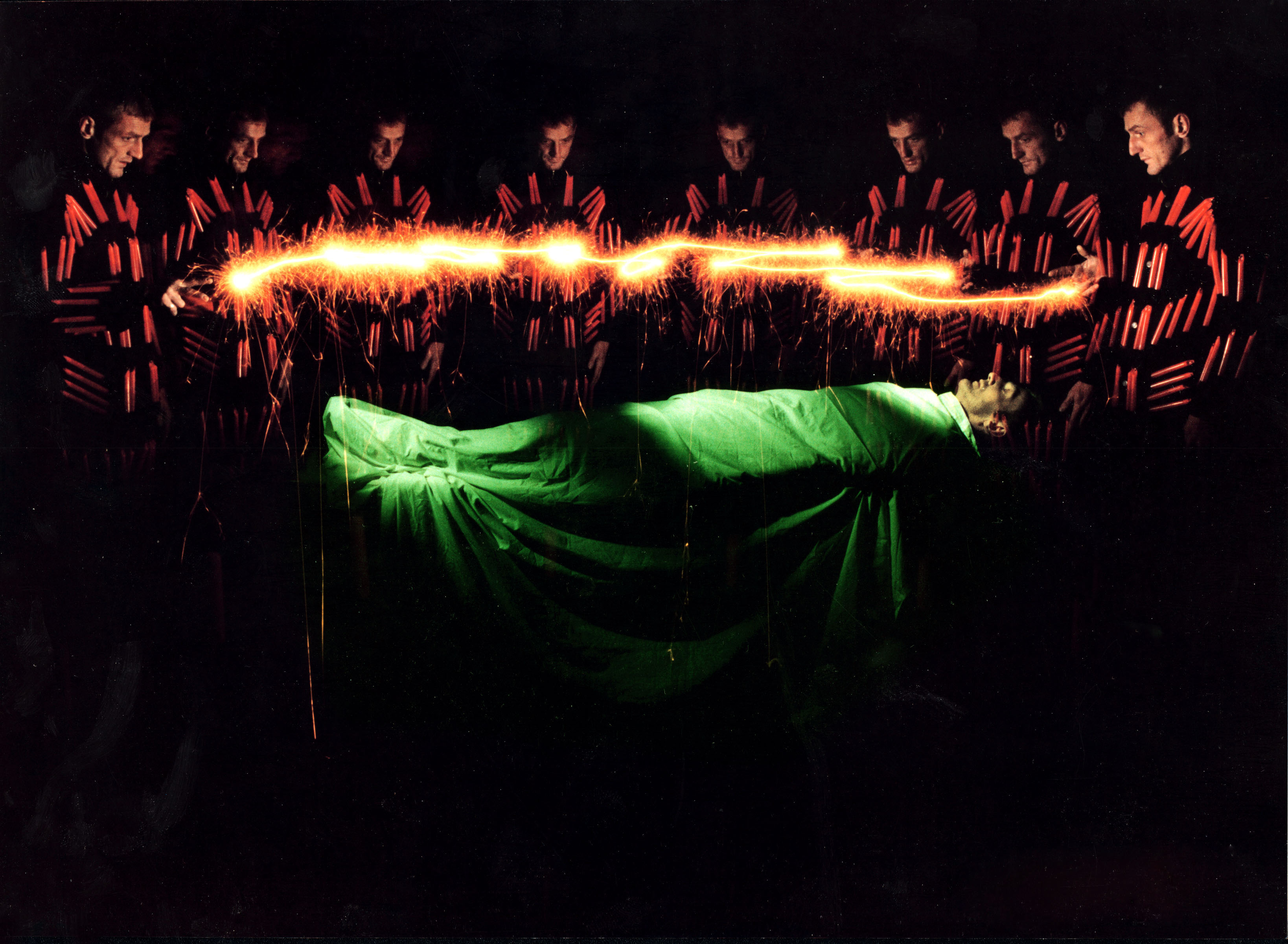
Philipp von Ostau: Experimentální fotografie

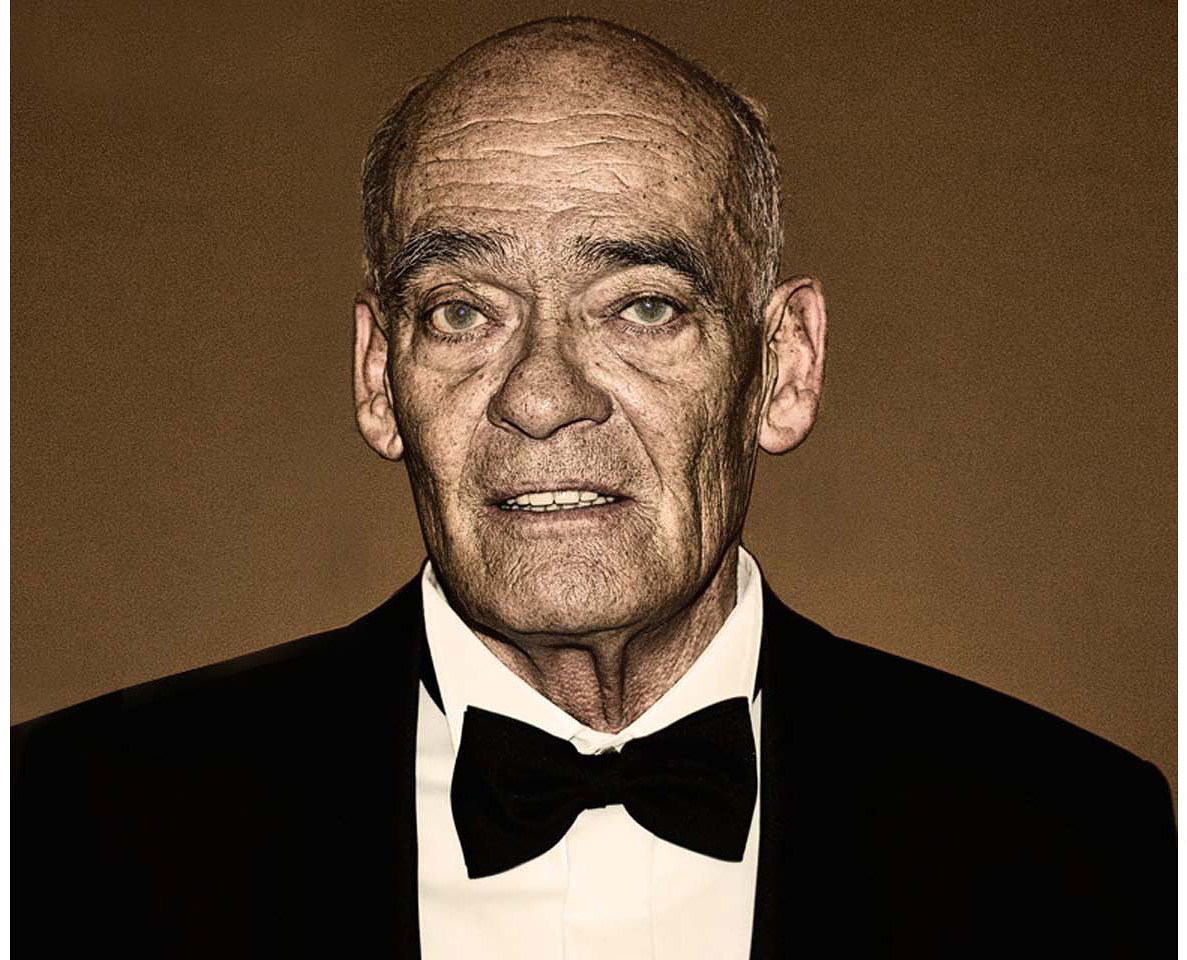
Philipp von Ostau: Hans-Michael Rehberg

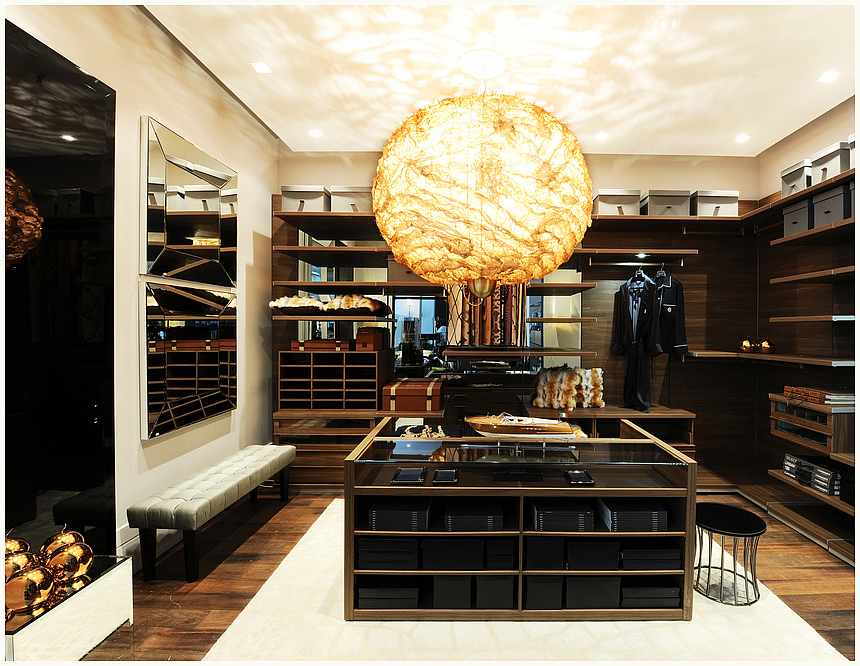
Philipp von Ostau: Interiér

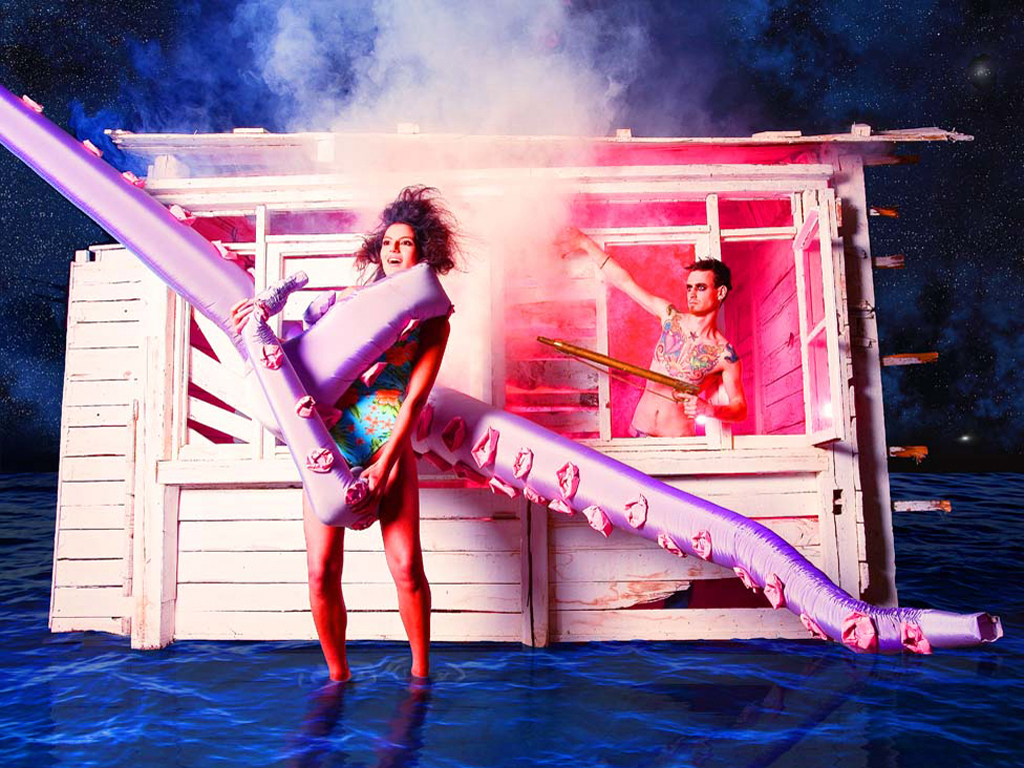
Philipp von Ostau: Sen, surrealistický snímek, 2011

Philipp von Ostau (* 20. října 1966, Hamburk) je německý fotograf a specialista na komunikaci. Narodil se jako syn Hanse-Fabiana von Ostau a Petry von Ostau rozené von Festenbergové. Žije v Berlíně a pracuje jako fotograf na volné noze, od roku 2010 působí jako odborný asistent na Institutu designu v Berlíně.
Jeho fotografie a odborné příspěvky byly mimo jiné otištěny v několika časopisech jako například Cosmopolitan, Stern, Prinz, Playboy, FHM nebo Advanced Photoshop.

## Život a dílo
V letech 1991 - 1994 vystudoval fotografii na soukromé akademii „Bildo Akademie für Kunst und Medien“ u profesora Thomase Borna v Berlíně. Od roku 1994 studoval společenskou a obchodní komunikaci na Univerzitě umění v Berlíně. Vedle reklamy a komunikace zaměřených na vzdělávání se zaměřil na praxi v oblasti "vizuální komunikace". Studium dokončil v roce 1998.
V letech 1998 až 2003 pracoval pro různé agentury se zaměřením na hudební a zábavní akce, mimo jiné pro „Stella Broadway Musical Management AG“. Má osobní kontakty s osobnostmi ze showbyznysu, hudební scény a podobnými protagonisty.
Od roku 2007 pracuje na plný úvazek jako nezávislý fotograf a kreativní návrhář obrazů. Jeho obrazová témata jsou široká, ale zaměřuje se zejména na oblasti reklamní fotografie, interiéry, módu, portrét nebo něco ve smyslu „Beauty“ či „creative womanstyles“. Stylistickou inspirací pro některé jeho práce je rukopis fotografa Davida La Chapelle. Tito dva umělci se sešli osobně v Berlíně v roce 2008 na vernisáži v muzeu Helmuta Newtona, což se ukázalo jako rozhodující událost. Od té doby Philip von Ostau získal celou řadu ocenění a uspořádal několik výstav. Naposledy vystavil svůj cyklus z roku 2010 „Uptown Girls“ v berlínské galerii VIP-Coiffeurs Udo Walz.
Charakteristika jeho díla je jak estetika, tak i často záměrné „přehánění“ objektů a modelů, jejich působivé barvy, stejně tak klade důraz na harmonii skladby obrazu a inscenaci. Snaží se splňovat ty nejvyšší technické požadavky, působení snímku a dokonalé zpracování fotografií (photofinishing).
Mezi jeho díla patří portréty amerických hvězd jako jsou Angelina Jolie nebo Tom Cruise, stejně jako mezinárodních celebrit jako Udo Walz nebo Rolf Eden. Portrétuje manažery z oblasti průmyslu, herce, sportovce, hudebníky, politiky, módní návrháře a televizní hvězdy.
Některé jeho fotografie jsou ve sbírkách soukromých sběratelů, stejně jako řada jeho olejomaleb, které vznikly převážně již v jeho raných létech 1972 - 1990.
V roce 2010 byl jmenován odborným asistentem fotografie na „Institute of Design Berlin“.

## Výstavy

### Samostatné výstavy
- 2003 Kolín nad Rýnem, „Emanon Medien“, Malerei und Fotografie.
- 2005 "Fotografie & Malerei" Emanon Medien, Kolín nad Rýnem
- 2006 "Malerei" Pavillon, Hannover
- 2006 "Foto & Malerei" Edelhof, Hannover
- 2007 "Minus 8" Galerie Lúzan, Bremen
- 2008 "Fotografie" Shanty Gallery im Blütenhof, Berlín
- 2008 "Girlpower" Kunstraum Kukuun, Hamburk
- 2008 "Fotografie" Klinik am Opernplatz, Hannover
- 2009 "Fotografie" Lucas Carrieri Art Galerie, Berlín
- 2010 "Fotografie" Kate & Son, Berlín
- 2010 "UpTownGirls" Udo Walz Galerie, Berlín

### Skupinové výstavy
- 2007 Hype Gallery, Berlín
- 2007 "Konglomerat, Internationale Gegenwartskunst" Kunstraum Kukuun, Hamburk
- 2008 "Select" five4select, Kolín nad Rýnem, Essen, Leipzig, Hamburk, Berlín
- 2008 "Evropský měsíc fotografie" Uferhallen, Berlín
- 2009 "KunstMachtArbeit" Fotoshop, Salon fotografie, Berlín
- 2011 "KunstKlasseKlasseKunst" Fasanen37 Galerie, Berlín

## Publikace
- Bildgestaltung im Medienkontext: Komplett in Farbe (Galileo Design), prof. Thomas Born a Anna Elisa Heine (vázaná kniha - 28. června 2004)
- My Nude – VIEW Photography von teNeues Verlag (vázaná kniha - 1. září 2007)
- FHM zvláštní vydání "Erotic special" 2009
- Deutschlands beste Fotografen 2010[nedostupný zdroj]; Norman Beckmann Verlag
- Deutschlands beste Fotografen 2011; Norman Beckmann Verlag

## Fotografie

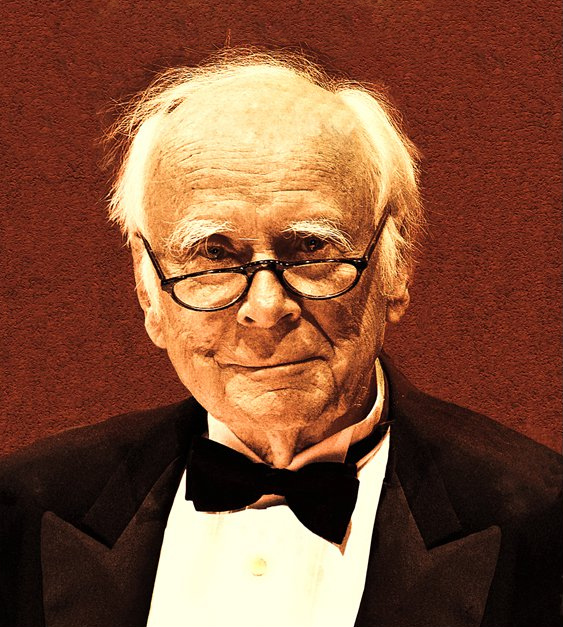
Loriot
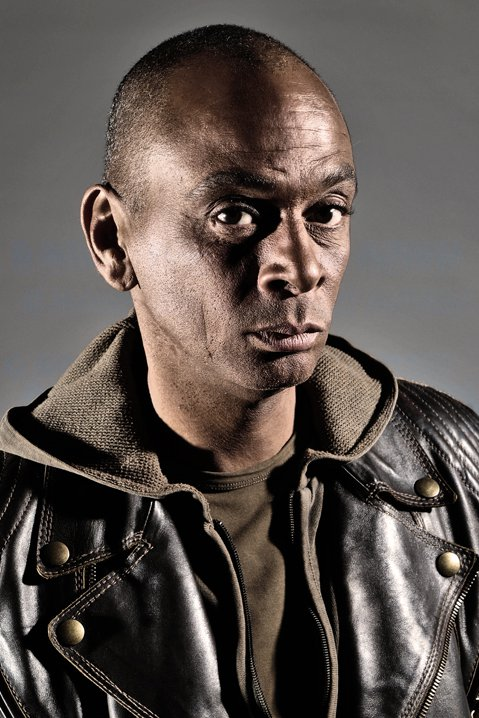
Pierre Sanoussi-Bliss
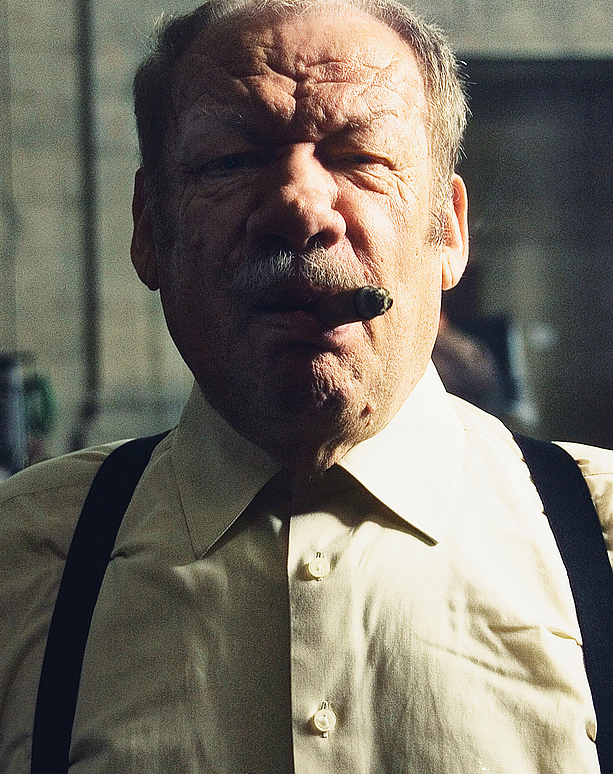
Wolfgang Völz
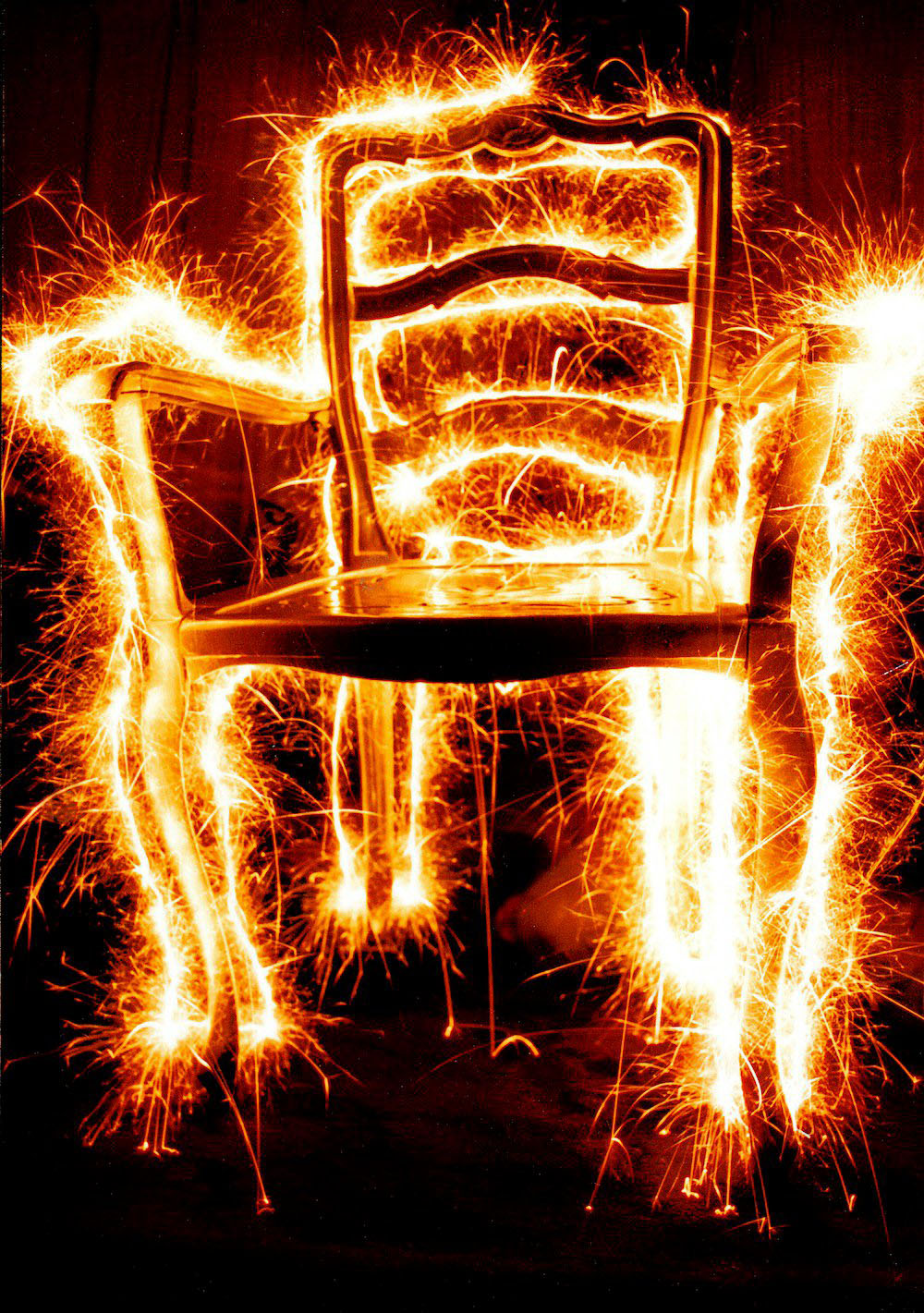
Kresba světlem, 2010
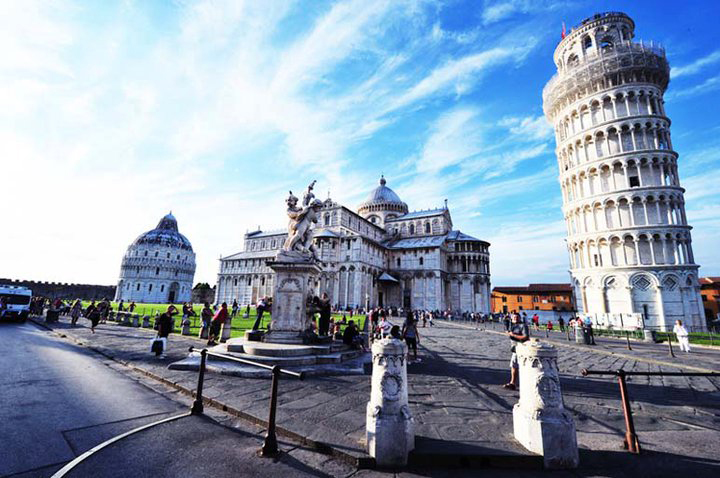
Fotografie architektury, Šikmá věž v Pise
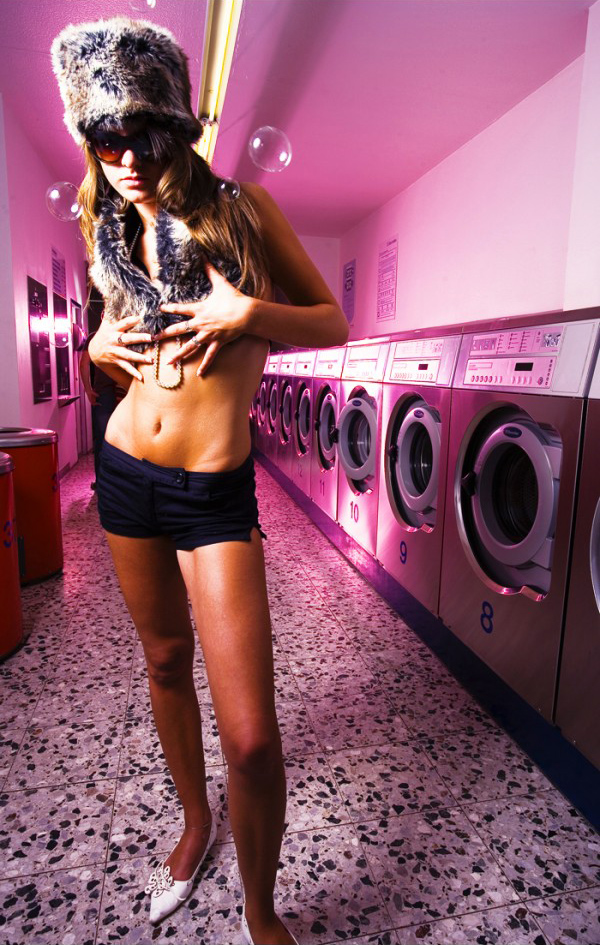
Pink Washcenter
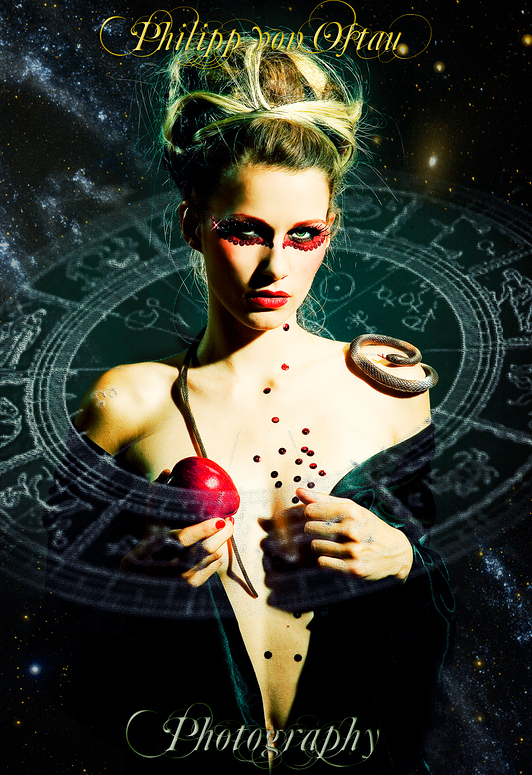
Lilith
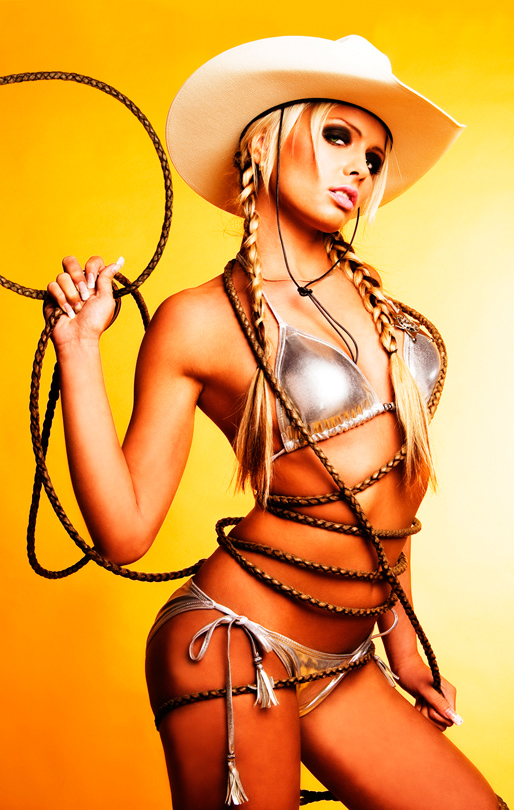
Cowgirl
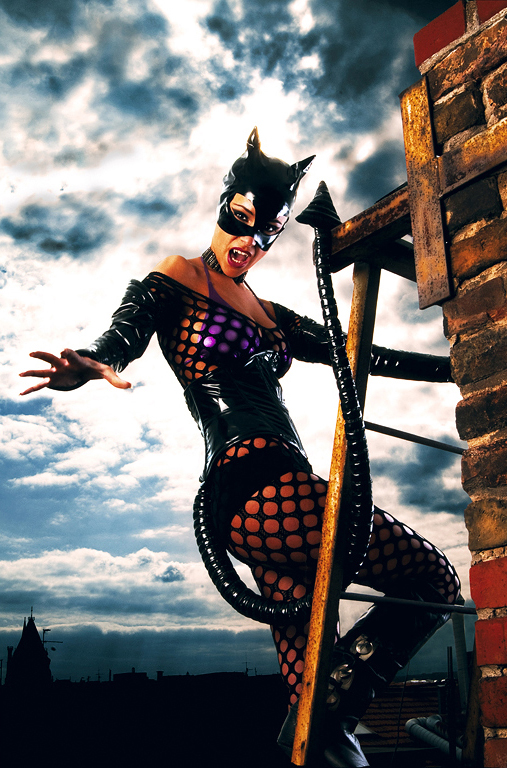
Catwoman
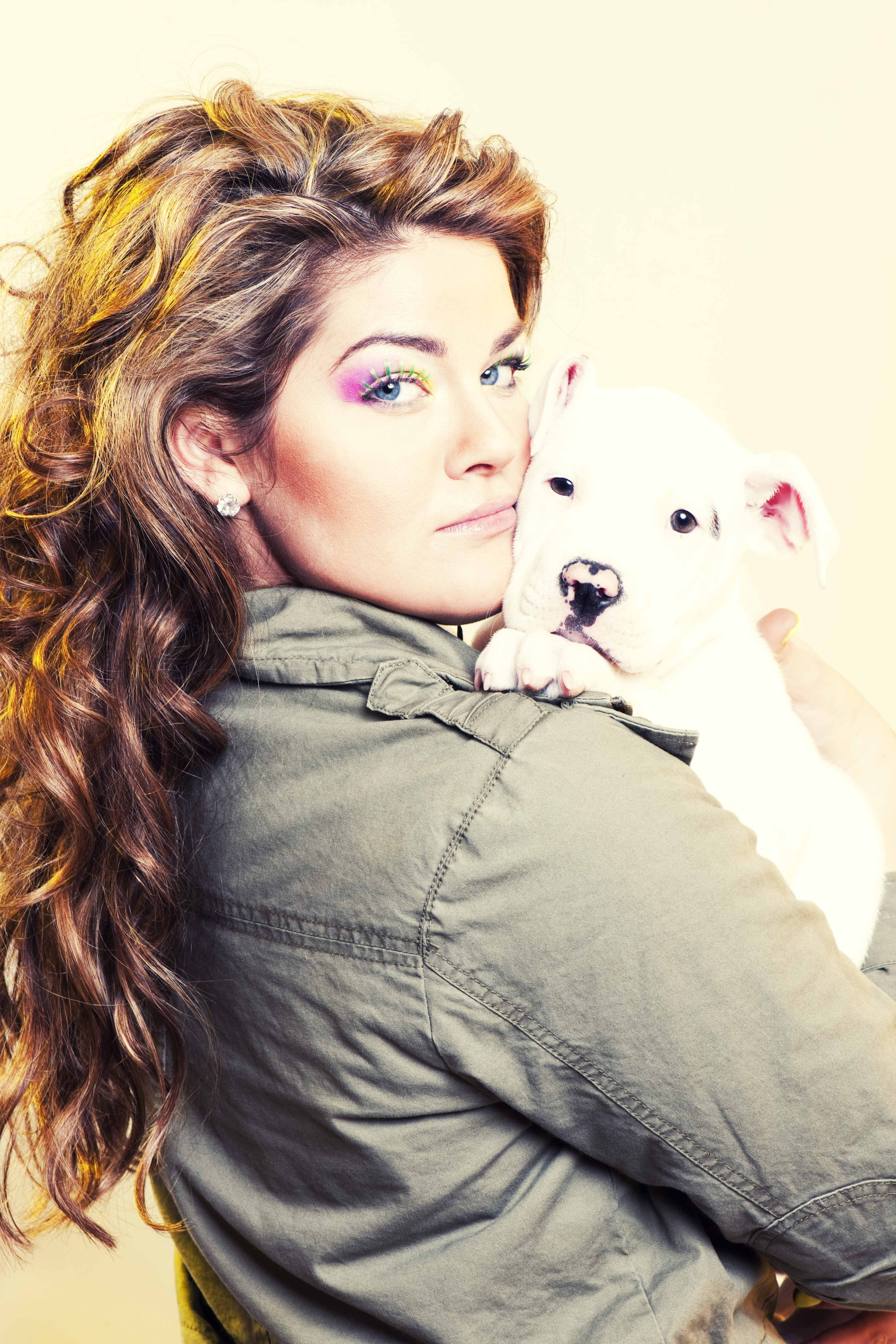
Kitty Kat
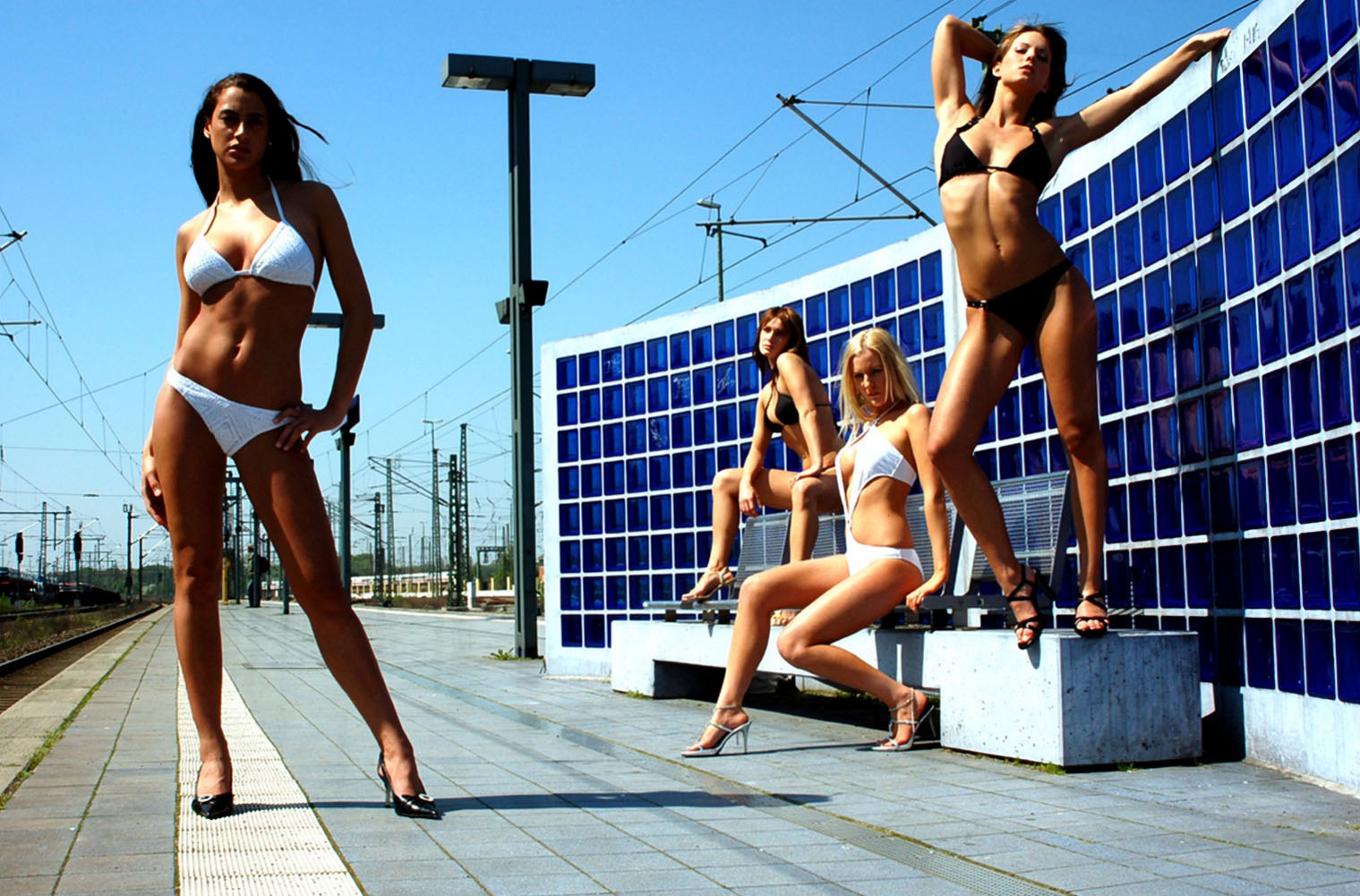
Móda na nádraží, fotografie módy
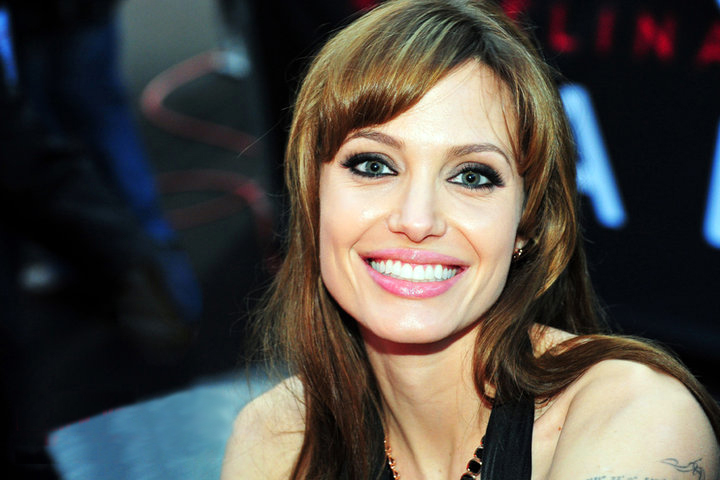
Angelina Jolie